# Mihail Tyihonovics Jemcev
Mihail Tyihonovics Jemcev, Михаил Тихонович Емцев, (Herszon, 1930. június 3. – Moszkva, 2003. augusztus 25.) orosz tudományos-fantasztikus író.

## Élete
Szülei tanárok voltak. A Lomonoszov Egyetemen, a Finomkémiai Technológiai Intézetben végzett 1953-ban, szerves kémiával foglalkozott. Ezután a Szovjetunió Tudományos Akadémiája Éghető Ásványi Intézetében dolgozott. A Szovjet Írószövetségbe 1967-ben lépett be. Egyik testvére, Borisz Tyihonovics Jemcev hidromechanikával foglalkozik, másik testvére, Vszevolod Tyihonovics Jemcev mikrobiológus, akadémikus. Leonyid Mihajlovics Szapozsnyikov vegyész veje. 
Tudományos-fantasztikus munkáit társával, Jeremej Iudovics Parnovval közösen írta, de együttműködésük az 1970-es évek elején megszakadt. Önállóan írott munkái (Поле новых надежд, Бог после шести) már nem arattak túl nagy sikert. Jurij Dombrovszkij barátja volt, tagja volt a Поиски című szamizdat lap szerkesztőségének. Moszkvában, a Vosztrjakovszkij temetőben nyugszik.

## Magyarul megjelent művei
- Mihail Jemcev–Jeremej Parnov: Világlélek. Tudományos-fantasztikus regény; ford. Koroknai Zsuzsa, életrajz Apostol András, utószó Horváth Sándor; Móra–Kárpáti, Bp.–Uzsgorod, 1970 (Kozmosz fantasztikus könyvek)
- Mihail Jemcev–Jeremej Parnov: Dirac-tenger; ford. Török Piroska, utószó Kuczka Péter; Kossuth, Bp., 1973
- A megfoghatatlan (novella, Jeremej Parnovval közösen, Pokoljárás a világűrben című antológia, 1967)
- A fellázadt harminctrillió (novella, Jeremej Parnovval közösen, A nyikorgó idegen című antológia, 1971)
- Adjátok vissza a szerelmet! (novella, Jeremej Parnovval közösen, Galaktika 37., 1979)

## Fordítás
- Ez a szócikk részben vagy egészben  a(z)   Емцев,_Михаил_Тихонович című orosz Wikipédia-szócikk ezen változatának fordításán alapul.  Az eredeti cikk szerkesztőit annak laptörténete sorolja fel. Ez a jelzés csupán a megfogalmazás eredetét és a szerzői jogokat jelzi, nem szolgál a cikkben szereplő információk forrásmegjelöléseként.